# Izzy Sparber
Izzy Sparber est un réalisateur, producteur et scénariste américain mort le 28 août 1958 ou le  29 août 1958 à New York (États-Unis).

## Filmographie

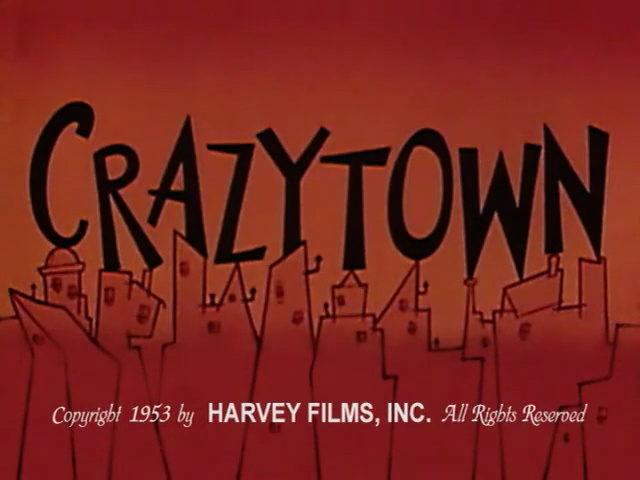
Crazytown (1953).

### comme réalisateur
- 1942 : Alona on the Sarong Seas
- 1942 : Showdown
- 1942 : A Hull of a Mess
- 1942 : Destruction Inc.
- 1943 : Spinach Fer Britain
- 1943 : The Mummy Strikes
- 1943 : Wood-Peckin'
- 1943 : Her Honor the Mare
- 1944 : Eggs Don't Bounce
- 1944 : Lulu Gets the Birdie
- 1944 : W'ere on Our Way to Rio
- 1944 : Lulu in Hollywood
- 1944 : The Anvil Chorus Girl
- 1944 : Spinach Packin' Popeye
- 1944 : Pitchin' Woo at the Zoo
- 1944 : Moving Aweigh
- 1944 : Lulu's Indoor Outing
- 1944 : Lulu at the Zoo
- 1944 : Yankee Doodle Donkey
- 1944 : Lulu's Birthday Party
- 1945 : Pop-Pie a la Mode
- 1945 : Tops in the Big Top
- 1945 : Shape Ahoy
- 1945 : A Lamb in a Jam
- 1945 : For Better or Nurse
- 1945 : Casper the Friendly Ghost
- 1946 : Bargain Counter Attack
- 1946 : Cheese Burglar
- 1946 : Klondike Casanova
- 1946 : Old MacDonald Had a Farm
- 1946 : Sheep Shape
- 1946 : Rodeo Romeo
- 1946 : Goal Rush
- 1947 : Musica-Lulu
- 1947 : Abusement Park
- 1947 : I'll Be Skiing Ya
- 1947 : Much Ado About Mutton
- 1947 : Cad and Caddy
- 1947 : Wotta Knight
- 1947 : A Bout with a Trout
- 1947 : Safari So Good
- 1947 : The Circus Comes to Clown
- 1948 : Olive Oyl for President
- 1948 : Flip-Flap
- 1948 : Wigwam Whoopee
- 1948 : There's Good Boos To-Night
- 1948 : Land of the Lost
- 1948 : A Wolf in Sheik's Clothing
- 1948 : The Lone Star State
- 1949 : The Little Cut-Up
- 1949 : Deux Nigauds chez les barbus (Comin' Round the Mountain)
- 1949 : Shortenin' Bread
- 1949 : Little Red Schoolmouse
- 1949 : Win, Place and Showboat
- 1949 : Lui ou moi (A Mutt in a Rut) de Robert McKimson
- 1949 : Spring Song
- 1949 : The Ski's the Limit
- 1949 : Hot Air Aces
- 1949 : Heap Hep Injuns
- 1949 : A Balmy Swami
- 1949 : Gobs of Fun
- 1949 : Silly Hillbilly
- 1949 : Marriage Wows
- 1949 : Boos in the Night
- 1949 : The Big Flame Up
- 1949 : Barking Dogs Don't Fite
- 1949 : The Big Drip
- 1949 : Snow Foolin'
- 1950 : Land of the Lost Jewels
- 1950 : Quack-a-Doodle Do
- 1950 : Teacher's Pest
- 1950 : Gym Jam
- 1950 : Pleased to Eat You
- 1950 : Once Upon a Rhyme
- 1951 : One Quack Mind
- 1951 : Tweet Music
- 1951 : Mice Paradise
- 1951 : Hold the Lion Please
- 1951 : Miners Forty-Niners
- 1951 : Alpine for You
- 1951 : Too Boo or Not to Boo
- 1951 : Sing Again of Michigan
- 1951 : Pilgrim Popeye
- 1951 : Boo Scout
- 1951 : Casper Comes to Clown
- 1951 : Audrey the Rainmaker
- 1951 : Vegetable Vaudeville
- 1951 : Punch and Judo
- 1951 : Casper Takes a Bow-Wow
- 1951 : By Leaps and Hounds
- 1952 : Off We Glow
- 1952 : Lunch with a Punch
- 1952 : Ghost of the Town
- 1952 : Fun at the Fair
- 1952 : Law and Audrey
- 1952 : Spunky Skunky
- 1952 : Friend or Phony
- 1952 : City Kitty
- 1952 : Gag and Baggage
- 1952 : Pig-a-Boo
- 1952 : Shuteye Popeye
- 1952 : True Boo
- 1952 : Feast and Furious
- 1953 : Hysterical History
- 1953 : Child Sockology
- 1953 : Frightday the 13th
- 1953 : Of Mice and Magic
- 1953 : Winner by a Hare
- 1953 : Herman the Catoonist
- 1953 : North Pal
- 1953 : Invention Convention
- 1953 : Surf Bored
- 1953 : No Place Like Rome
- 1953 : Firemen's Brawl
- 1953 : Do or Diet
- 1953 : Huey's Ducky Daddy
- 1953 : Boos and Saddles
- 1953 : Crazytown
- 1954 : Floor Flusher
- 1954 : Boo Moon
- 1954 : Keep Your Grin Up
- 1954 : Popeye's 20th Anniversary
- 1954 : Hare Today, Gone Tomorrow
- 1954 : Bride and Gloom
- 1954 : The Oily Bird
- 1954 : Ship A-Hooey
- 1954 : Fido Beta Kappa
- 1954 : Boo Ribbon Winner
- 1954 : No Ifs, and or Butts
- 1955 : Cookin' with Gags
- 1955 : Dizzy Dishes
- 1955 : Nurse to Meet Ya
- 1955 : Beaus Will Be Beaus
- 1955 : News Hound
- 1955 : Mouse Trapeze
- 1955 : Mister and Mistletoe
- 1955 : Red White and Boo
- 1955 : Cops Is Tops
- 1955 : Boo Kind to Animals
- 1956 : Dutch Treat
- 1956 : Assault and Flattery
- 1956 : Mousetro Herman
- 1956 : Popeye (série TV)
- 1956 : Parlez Vous Woo
- 1956 : I Don't Scare
- 1956 : A Haul in One
- 1957 : Fishing Tackler
- 1957 : Patriotic Popeye
- 1957 : Mr. Money Gags
- 1957 : Ghost of Honor
- 1957 : Spooky Swabs
- 1957 : Cock-a-Doodle Dino
- 1958 : Dante Dreamer
- 1958 : Heir Restorer
- 1958 : Frighty Cat
- 1958 : Finnegan's Flea
- 1958 : Okey Dokey Donkey
- 1958 : Chew Chew Baby
- 1958 : Travelaffs
- 1959 : Matty's Funday Funnies (série TV)
- 1963 : The New Casper Cartoon Show (série TV)

### comme Producteur
- 1942 : You're a Sap, Mr. Jap
- 1942 : Alona on the Sarong Seas
- 1942 : Japoteurs
- 1942 : A Hull of a Mess
- 1942 : Scrap the Japs
- 1942 : Eleventh Hour
- 1942 : Me Musical Nephews
- 1942 : Destruction Inc.
- 1943 : Seein' Red, White 'n' Blue
- 1943 : Too Weak to Work
- 1943 : Jungle Drums
- 1943 : The Underground World
- 1943 : The Hungry Goat
- 1943 : Secret Agent
- 1943 : The Marry-Go-Round
- 1944 : W'ere on Our Way to Rio
- 1944 : The Anvil Chorus Girl
- 1944 : Spinach Packin' Popeye
- 1944 : Pitchin' Woo at the Zoo
- 1944 : I'm Just Curious
- 1944 : Gabriel Churchkitten
- 1944 : Lulu's Birthday Party
- 1945 : Tops in the Big Top
- 1945 : Scrappily Married
- 1945 : A Self-Made Mongrel
- 1946 : Rodeo Romeo
- 1947 : A Scout with the Gout
- 1947 : Stupidstitious Cat
- 1947 : Naughty But Mice
- 1947 : Super Lulu
- 1947 : The Circus Comes to Clown
- 1948 : Winter Draws On
- 1948 : Land of the Lost
- 1949 : The Lost Dream
- 1949 : Boos in the Night
- 1949 : The Big Flame Up
- 1950 : Land of the Lost Jewels
- 1950 : Blue Hawaii
- 1950 : Detouring Thru Maine
- 1950 : Beach Peach
- 1950 : Tarts and Flowers
- 1950 : Pleased to Eat You
- 1950 : Goofy Goofy Gander
- 1950 : Baby Wants Spinach
- 1950 : Casper's Spree Under the Sea
- 1951 : Drippy Mississippi
- 1951 : Land of Lost Watches
- 1951 : Sing Again of Michigan
- 1951 : Cat-Choo
- 1952 : Snooze Reel
- 1952 : Cat Carson Rides Again
- 1952 : Big Bad Sindbad
- 1952 : The Case of the Cockeyed Canary
- 1953 : Philharmaniacs
- 1953 : Winner by a Hare
- 1953 : Invention Convention
- 1953 : By the Old Mill Scream
- 1953 : Popeye, the Ace of Space
- 1953 : Boos and Saddles
- 1954 : Boo Moon
- 1954 : The Seapreme Court
- 1954 : Surf and Sound
- 1954 : Casper Genie
- 1957 : Spooking About Africa
- 1958 : Chew Chew Baby
- 1958 : Travelaffs

### comme scénariste
- 1935 : King of the Mardi Gras
- 1936 : A Song a Day
- 1936 : Happy You and Merry Me
- 1937 : A Car-Tune Portrait
- 1939 : Les Voyages de Gulliver (Gulliver's Travels)
- 1941 : Superman
- 1941 : The Mechanical Monsters
- 1941 : Douce et Criquet s'aimaient d'amour tendre (Mr. Bug Goes to Town)
- 1942 : Billion Dollar Limited
- 1942 : Electric Earthquake